# Grand Comics Database
Pour les articles homonymes, voir GCD.

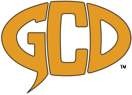
Logo du Grand Comics Database.

La Grand Comics Database (GCD ; en français : « Grande base de données de la bande dessinée ») est une base de données en ligne visant à répertorier l'ensemble des bandes dessinées publiées dans le monde sous divers formats. Elle est particulièrement fournie en ce qui concerne les comic books.